# فيرة (بالا لاريجان)
فیرة (بالفارسية: فیره) هي قرية تقع في إيران في قسم بالا لاریجان الريفي. يقدر عدد سكانها بـ 33 نسمة بحسب إحصاء 2016.